# 堀内賢志
堀内 賢志（ほりうち けんじ、1967年7月 - ）は、日本の政治学者。専門は、国際関係論・比較政治・ロシア地域研究。学位は、博士（学術）（早稲田大学・2006年）。静岡県立大学国際関係学部准教授・大学院国際関係学研究科准教授。
株式会社徳間ジャパン勤務、株式会社徳間ジャパンコミュニケーションズ勤務を経て、早稲田大学社会科学部助手、早稲田大学大学院政治学研究科研究助手、早稲田大学社会科学部助教、国立国会図書館調査及び立法考査局調査員、早稲田大学アジア太平洋研究センター次席研究員などを歴任した。

## 概要
東京都出身の国際関係研究者、ロシア研究者である。レコード会社のサラリーマンであったが、のちに研究者に転身するという異色の経歴を持つ。早稲田大学の社会科学部や大学院政治学研究科にて教鞭を執り、一時は国立国会図書館の非常勤の職員となるも、のちに再び早稲田大学に戻りアジア太平洋研究センターに勤務した。その後、静岡県立大学の国際関係学部にて教鞭を執った。

## 来歴

### 生い立ち
1967年7月、東京都にて生まれた。早稲田大学第一文学部に進学し、文学科のロシア文学専修にて学んだ。1991年3月、早稲田大学を卒業した。卒業後は、徳間事業団に属するレコード会社である徳間ジャパンに採用されることになり、同年4月に入社した。翌年、徳間ジャパンは徳間コミュニケーションズと合併し、徳間ジャパンコミュニケーションズに改組された。その後も引き続きサラリーマンとして徳間ジャパンコミュニケーションズに勤務していたが、1995年4月に退職した。その後は、母校である早稲田大学の大学院に進学し、社会科学研究科にて学んだ。1998年3月、早稲田大学の大学院における修士課程を修了した。

### 研究者として
母校である早稲田大学に採用されることになり、2000年4月から2002年3月にかけて、社会科学部の助手として勤務した。2003年1月からは、早稲田大学の大学院にて政治学研究科の研究助手となり、2007年3月まで務めた。政治学研究科においては、21世紀COEプログラムに採択された「現代アジア学の創生」にメンバーとして参画した。その傍ら、大学院の社会科学研究科で引き続き学んでいたが、2004年3月に博士課程を単位取得退学した。なお、「1990年代におけるロシア極東地域の地方政府の対外協力と中央・地方関係――ハバロフスク地方、沿海地方における対中国関係を中心として」と題した博士論文を執筆しており、2006年2月9日付で早稲田大学から博士（学術）の学位を授与されている。2007年4月からは、再び早稲田大学の社会科学部に戻って助教に就任し、2010年3月まで務めた。その間、2007年4月から2016年3月にかけて、立正大学にて講師を非常勤で兼任した。
2010年4月からは、国立国会図書館にて調査及び立法考査局の調査員を非常勤で務めながら、早稲田大学のアジア太平洋研究センターにて客員次席研究員を務めた。早稲田大学の客員次席研究員は2010年11月に退任するが、翌年4月からは客員ではなく正式な次席研究員となり、2012年3月まで務めた。アジア太平洋研究センターにおいては、グローバルCOEプログラムに採択された「アジア地域統合のための世界的人材育成拠点」にメンバーとして参画した。そのほか、2013年4月から2016年3月にかけて駒澤大学の総合教育研究部にて、2013年4月から2015年3月にかけては日本大学の商学部にて、2014年4月からは国士舘大学の大学院の政治学研究科にて、それぞれ講師を非常勤で兼任した。また、2014年4月からは、早稲田大学の地域・地域間研究機構にて招聘研究員も務めた。
その後、静岡県立大学に採用されることになり、2016年4月に国際関係学部の准教授に就任した。国際関係学部においては、主として国際言語文化学科でアジア文化コースの講義を担当した。また、静岡県立大学の大学院においては、国際関係学研究科の准教授も兼務することとなった。国際関係学研究科においては、主として比較文化専攻の講義を担当した。

## 研究
専門は政治学であり、国際関係論、比較政治、ロシア地域研究などの分野について研究していた。具体的には、ロシア連邦の中央と地方との関係や、地域政策、地方政治について研究していた。特に、ロシア連邦の極東連邦管区に含まれる地域を取り上げることが多い。また、北東アジア周辺の国際関係、および、エネルギーなど資源を巡る外交についても研究していた。自身の専門分野に関する学術書や専門書も上梓している。
学術団体としては、北東アジア学会、日本国際政治学会、ロシア・東欧学会、アジア政経学会、日本比較政治学会、東アジア近代史学会、などに所属した。北東アジア学会では理事を務めるなど、各団体の役職も務めた。

## 略歴
- 1967年 - 東京都にて誕生。
- 1991年 - 早稲田大学第一文学部卒業。
- 1991年 - 徳間ジャパン入社。
- 1992年 - 徳間ジャパンが徳間ジャパンコミュニケーションズに改組。
- 1995年 - 徳間ジャパンコミュニケーションズ退職。
- 1998年 - 早稲田大学大学院社会科学研究科修士課程修了。
- 2000年 - 早稲田大学社会科学部助手。
- 2003年 - 早稲田大学大学院政治学研究科研究助手。
- 2004年 - 早稲田大学大学院社会科学研究科博士課程単位取得退学。
- 2007年 - 早稲田大学社会科学部助教。
- 2007年 - 立正大学講師。
- 2010年 - 国立国会図書館調査及び立法考査局調査員。
- 2010年 - 早稲田大学アジア太平洋研究センター客員次席研究員。
- 2011年 - 早稲田大学アジア太平洋研究センター次席研究員。
- 2013年 - 駒澤大学総合教育研究部講師。
- 2013年 - 日本大学商学部講師。
- 2014年 - 早稲田大学地域・地域間研究機構招聘研究員。
- 2014年 - 国士舘大学大学院政治学研究科講師。
- 2016年 - 静岡県立大学国際関係学部准教授。
- 2016年 - 静岡県立大学大学院国際関係学研究科准教授。

## 著作

### 単著
- 堀内賢志著『ロシア極東地域の国際協力と地方政府――中央・地方関係からの分析』国際書院、2008年。ISBN 9784877911799
- 堀内賢志著『ウラジオストク――混迷と希望の20年』東洋書店、2010年。ISBN 9784885959035

### 編纂
- 堀内賢志・齋藤大輔・濵野剛編著『ロシア極東ハンドブック』東洋書店、2012年。ISBN 9784864590594
- 天児慧ほか編著『アジア地域統合学総説と資料――An Introduction and Reference for Asian Regional Integration』勁草書房、2013年。ISBN 9784326546282
- Regional integration in East Asia -- theoretical and historical perspectives, Satoshi Amako, Shunji Matsuoka and Kenji Horiuchi (ed.), United Nations University Press, 2013. ISBN 9789280812220

### 分担執筆、寄稿、等
- 環日本海学会編『北東アジア事典――環日本海圏の政治・経済・社会・歴史・文化・環境』国際書院、2006年。ISBN 4877911642
- 山本武彦・天児慧編『新たな地域形成』岩波書店、2007年。ISBN 9784000263573
- 大津定美・韓福相・横田高明編著『北東アジアにおける経済連携の進展』日本評論社、2010年。ISBN 9784535556423
- 松岡俊二・勝間田弘編著『アジア地域統合の展開』勁草書房、2011年。ISBN 9784326546251
- 松村史紀・森川裕二・徐顕芬編『東アジアにおける二つの「戦後」』国際書院、2012年。ISBN 9784877912253
- 松岡俊二編著『アジアの環境ガバナンス――Environmental Governance in Asia』勁草書房、2013年。ISBN 9784326546305
- Russia and East Asia -- Informal and Gradual Integration, Tsuneo Akaha and Anna Vassilieva (ed.), Routledge, 2014. ISBN 9781317819899

### 翻訳
- 堀江典生編著『現代中央アジア・ロシア移民論』ミネルヴァ書房、2010年。ISBN 9784623057528